# Glashütte (Bad Laasphe)
Glashütte (mundartlich Gloashedde) ist eine Siedlung auf dem Stadtgebiet von Bad Laasphe im Kreis Siegen-Wittgenstein (Nordrhein-Westfalen). Glashütte gehört zum nördlich gelegenen Volkholz. Südlich von Glashütte liegt die Einzelsiedlung Welschengeheu.
Glashütte ist über die in Nord-Süd-Richtung verlaufende Kreisstraße 34 zu erreichen. Diese mündet nördlich in die Landesstraße 719.
In der Siedlung existiert der Jagdhof Glashütte, ein Fünf-Sterne-Hotel und Restaurant. Es gibt den vor dem Ort gelegenen Schützenverein Glashütte 1949.

## Persönlichkeiten
- Eva von Buttlar (1670–1721), Sektiererin